# Nádasdladány
Nádasdladány [ˈnaːdɒʃdlɒdaːɲ] ist eine ungarische Gemeinde im Kreis Székesfehérvár im Komitat Fejér.

## Lage
Nádasdladány liegt am Ufer der Sárvíz, etwa 19 Kilometer westlich von Székesfehérvár. Nachbargemeinden sind Ősi, Sárkeszi und Jenő.

## Sehenswürdigkeiten
- Schloss Nádasdy, erbaut nach Plänen von Alajos Hauszmann im Tudorstil. Bis zum Zweiten Weltkrieg einer der Stammsitze der Adelsfamilie Nádasdy
- Römisch-katholische Kirche

## Verkehr
Die Gemeinde liegt in der Nähe der Autópálya M7. Es bestehen Busverbindungen nach Ősi und Várpalota. Der nächste Bahnhof befindet sich im 13 Kilometer nordwestlich gelegenen Várpalota.

## Galerie

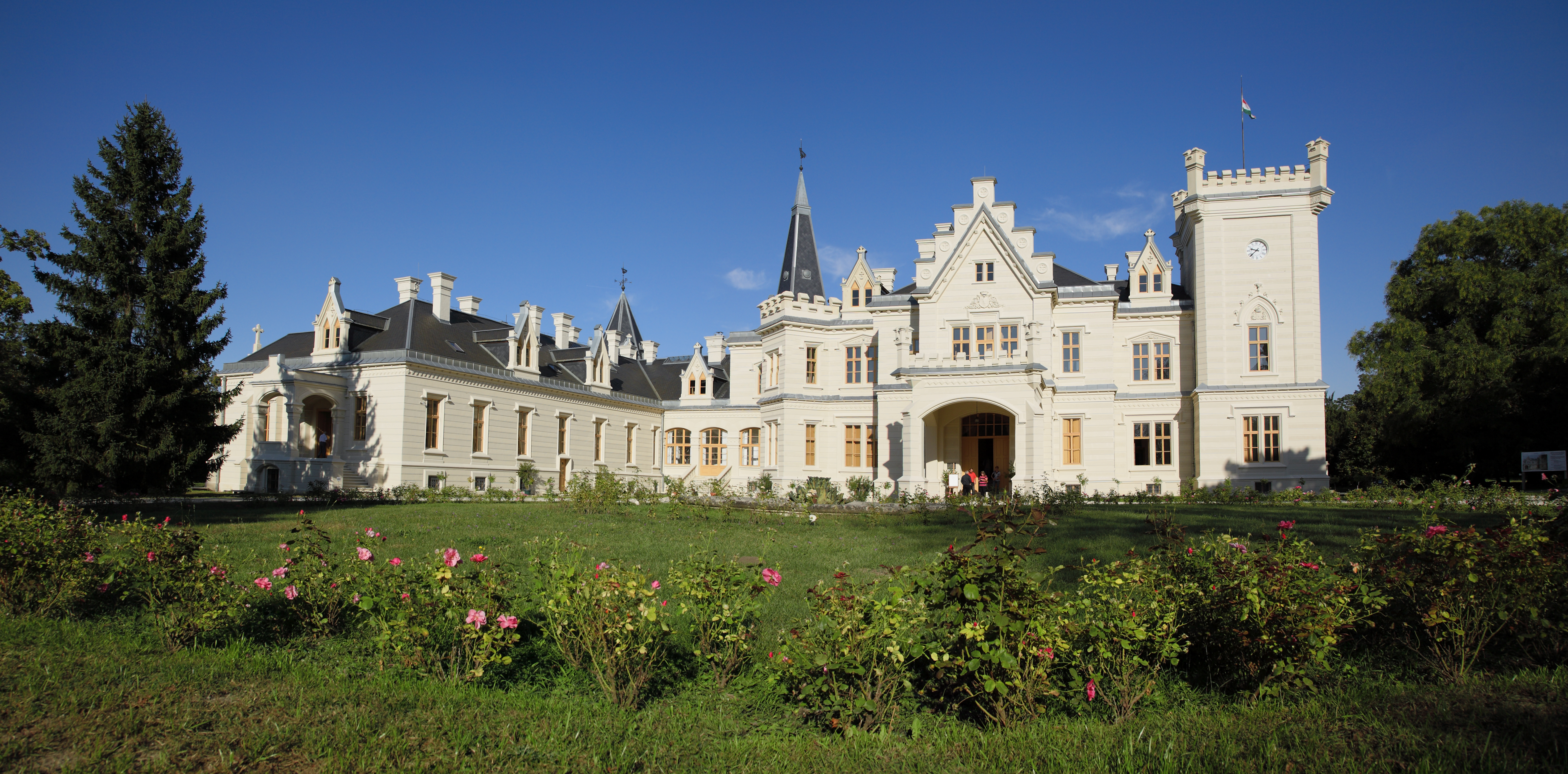
Schloss Nádasdy
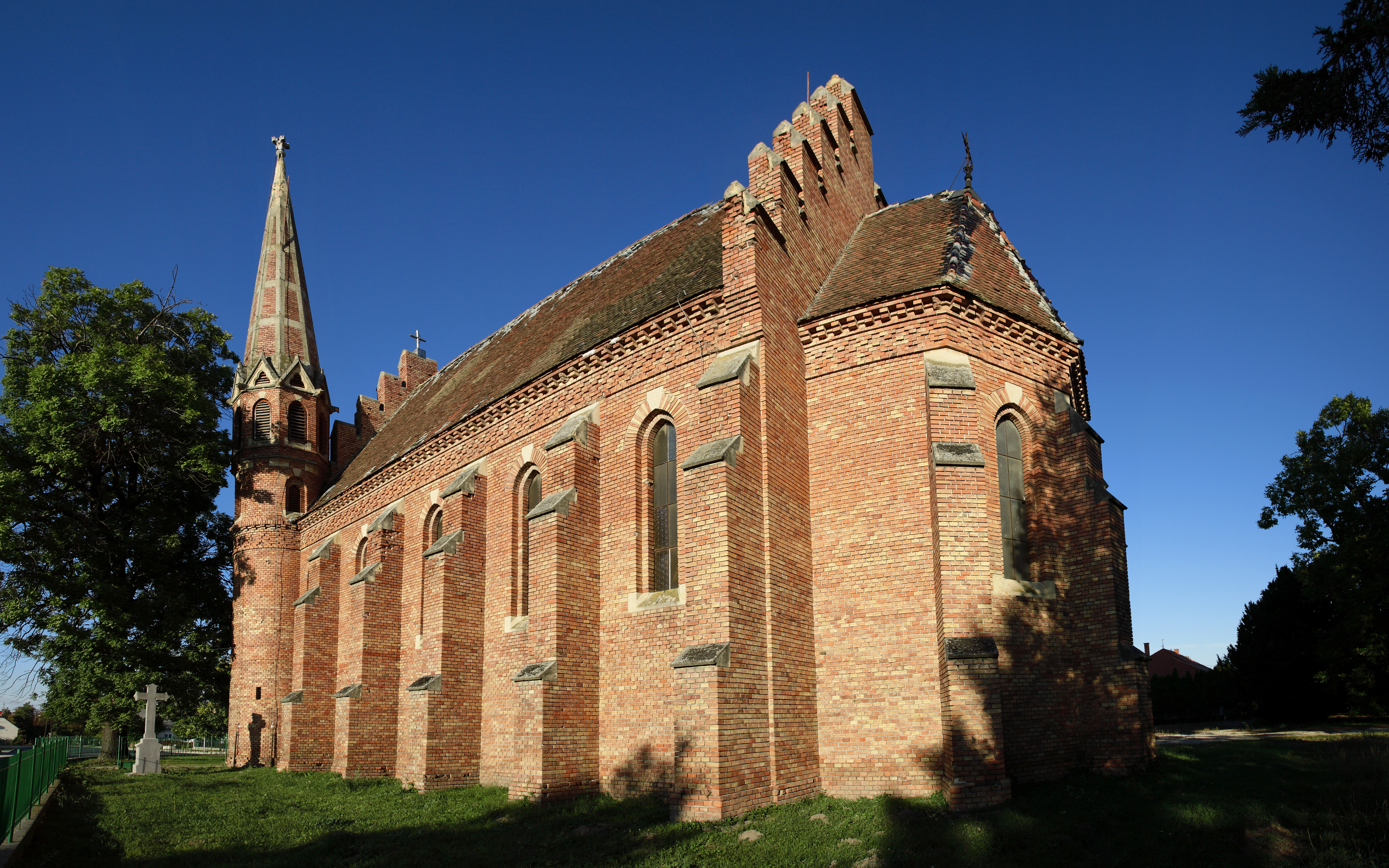
Römisch-katholische Kirche